# Friedrich Pollock
För andra betydelser, se Frederick Pollock.
Friedrich Pollock, född 22 maj 1894 i Freiburg im Breisgau, död 16 december 1970 i Montagnola, var en tysk samhällsvetare och filosof. Han var en av grundarna av Institutet för socialforskning och medlem av den så kallade Frankfurtskolan.

## Biografi
Åren 1927–1928 vistades Pollock i Sovjetunionen. Hans observationer och undersökningar där lade grunden för hans habilitationsavhandling Die planwirtschaftlichen Versuche in der Sowjetunion 1917–1927, som utkom 1928. Samma år tog han tillfälligt över chefskapet för Institutet för socialforskning efter den insjuknade Carl Grünberg.
Efter nazisternas maktövertagande 1933 gick Pollock tillsammans med Max Horkheimer i exil i New York (via Genève och Paris). År 1950 återvände han till Frankfurt och arbetade i det återuppstartade Institutet för socialforskning.
Pollock är mest känd för sina teorier kring statskapitalism, som han såg två varianter av, den liberala och den auktoritära. Den gemensamma nämnaren var att politisk makt blev viktigare än ekonomisk makt.